# Aberdour House (Aberdeenshire)
Aberdour House ist ein Herrenhaus nahe der schottischen Ortschaft New Aberdour in der Council Area Aberdeenshire. 1971 wurde das Bauwerk in die schottischen Denkmallisten in der höchsten Denkmalkategorie A aufgenommen.

## Geschichte
Das Anwesen besaß bereits zuvor ein Herrenhaus, welches Alexander Forbes of Pitsligo im Jahre 1630 erwarb. Das heutige Aberdour House ließ Samuel Forbes of Skelleter zusammen mit seiner Frau Margaret im Jahre 1740 errichten. Es ging später an William Gordon, Kommissar des Earl of Aberdeen, über. 1813 erwarb John Dingwall of Brucklay das Anwesen. Möglicherweise entstanden die Holzarbeiten im Innenraum um diese Zeit.

## Beschreibung
Aberdour House steht isoliert rund 2,5 km östlich von New Aberdour und 1,5 km entfernt vom Südufer des Moray Firth. Die südexponierte Hauptfassade des dreistöckigen Herrenhauses ist sieben Achsen weit. Ihr ein Achsen weiter Mittelrisalit schließt mit einem Dreiecksgiebel. Sein blinder Oculus ist oktogonal ausgeführt. Der Vorbau am Hauptportal am Fuße des Risalits stammt aus dem mittleren 19. Jahrhundert. Ein schlichtes Gesims bekrönt das darüberliegende Fenster. Sämtliche Fassaden sind mit Harl verputzt, wobei Einfassungen aus Granit beziehungsweise Sandstein abgesetzt sind. Das Gebäude schließt mit einem schiefergedeckten Satteldach mit Stufengiebeln. Rückwärtig gehen zu beiden Seiten niedrige Flügel ab, sodass ein U-förmiger Grundriss entsteht.